# Alchemilla stellulata
Alchemilla stellulata är en rosväxtart som beskrevs av Sergei Vasilievich Juzepczuk. Alchemilla stellulata ingår i släktet daggkåpor, och familjen rosväxter. Inga underarter finns listade i Catalogue of Life.